# Ƞ
الرمز <Ƞ> (كحرف صغير: <ŋ>) هو حرف كان يُستخدم في الألفبائية الصوتية الدولية للتعبير عن صوت الـ /n/ (الصوت الأنفي اللثوي المجهور) عندما يكون في قمة السلابية، ولكن اِسْتُغني عن استخدامه لاحقًا لصالح /n̩/.
الرمز كان يُستخدم أيضًا في لغة لاكوتا للتعبير عن المصوتات المُؤَنَّفة، ولكن هذا الاستخدام اُستغني عنه في الكتابات اللاحقة للغة.